# أحميدة عياشي
احميدة عياشي (ولد في مكدرة عام 1958) هو كاتب وصحفي ومترجم ومسرحي جزائري، له عدة روايات وأعمال مسرحية وكتابات سياسية، عمل رئيسا لتحرير صحف أغلقتها السلطات، مثل المسار المغاربي، ولجزائر نيوز، ويعمل اليوم مستشارا لوزيرة الثقافة الجزائرية.

## نشأته وتعليمه
ولد عام 1958 في مكدرة بالقرب من سيدي بلعباس. درس العلوم السياسية في الجزائر العاصمة و أصبح رئيس تحرير المسار المغربي ثم مدير جريدة الجزائر نيوز. وهو مدير اتصالات المرشح علي غديري للانتخابات الرئاسية الجزائرية 2019.
وفي 14 يناير 2020، أصبح مستشارا لوزيرة الثقافة مليكة بن دودة في حكومة جراد.

## أعماله الأدبية والمسرحية
تعاون وهو في سن السابعة عشرة مع كاتب ياسين الذي عيّن وقتها مديرا للمسرح الجهوي في سيدي بلعباس، وعاد والتقى به بعد انتقاله إلى الدراسة في العاصمة حيث عاش معه لعدة أعوام ومثل وترجم بعضا من مسرحياته إلى اللغة العربية، وتأثر به لاحقا في كتاباته المسرحية والروائية. أصدر في عام 1988 روايته الأولى «ذاكرة الجنون والانتحار» التي اعتبرت آنذاك كسرا للنمط السائد في الرواية الجزائرية آنذاك، من حيث توظيف تقنيات ذات منحى سيكولوجي والمزج بين الواقعية والسريالية، وهو منحى استمر في روايته الثانية «هوس»، التي صدرت عام 2007. نشر في عام 2008 على حلقات رواية «ملائكة وشياطين» التي أدت إلى أزمة مع السفارة الفرنسية في الجزائر التي طالبت الكاتب بالاعتذار عن ورود أسماء لموظفيها في الرواية وهدد القائم باعمالها باتخاذ إجراءات ضد الكاتب، ما أثار حملة تضامن واسعة مع العياشي من طرف الكتاب والصحفيين والنقابيين الجزائريين. وفي عام 2010 أصدر روايته الثالثة «متاهات» التي تناولت أعوام الحرب الأهلية في جزائر التسعينيات.
كتب ومثّل عددا من عروض المونولوج أشهرها «القرين 1962»، وفي عام 2017 نشر سيرته الذاتية من الأعوام 1965-1985 في كتاب «رسالة إلى أميرة».

## في الصحافة والإعلام
اشتغل في الصحافة منذ عام 1988، وفي عام 1989، أسهم في إعادة إصدار جريدة «الجزائر الجمهورية»، اليسارية التي كانت تحظرها السلطات منذ عام 1965. وفي عام 1990 ترأس تحرير النسخة العربية من أسبوعية «المسار المغاربي» إلى أن حظرتها السلطات بعد الانقلاب العسكري في يناير 1992. تناول في كتاباته الحركة الإسلامية ونشر فيها كتابه «الإسلاميون بين السلطة والرصاص»، الذي صادرته السلطات في عام الانقلاب. ونشر عام 2014 بالعربية والفرنسية كتابه «سنوات الشاذلي بن جديد» الذي يؤرخ عبر حوارات مع شخصيات كانت فاعلة في المشهد السياسي لفترة حكم الشاذلي بن جديد (1987-1992)، ويرصد الصراعات الخفية داخل مؤسسة الحكم آنذاك.
كما كتب في الشأن الثقافي سلسلة من المقالات حول أغنية الراي بوصفها تراثا غنائيا كان مهمّشا من قبل السلطة السياسية في ذلك الوقت، وأجرى أول حوار صحفي مع الشاب خالد الذي كان قد بلغ بالكاد سن العشرين آنئذ.
أسس وشارك في عدد من الجرائد الوطنية التي تدعو إلى المصالحة الوطنية، منها «الجزائر نيوز» التي أغلقتها السلطات عام 2014 لأسباب مالية حسب موقف إدارة المطابع الحكومية، وسياسية حسب عياشي.
عمل في جريدة الخبر، ثم انتقل منها إلى جريدة الحياة ثم قناتها التلفزية، واستقال منها في نوفمبر 2019.

## مواقع سياسية
في الانتخابات الرئاسية الجزائرية للعام 2019 تولى العياشي إدارة العلاقات العامة في حملة المرشح علي غديري الانتخابية. وفي يناير 2020 عيّن مستشارا لوزيرة الثقافة الجزائرية مليكة بودودة للمساعدة في إصلاحات تتعلق بالمشهد الثقاقي الجزائري.

## من كتاباته
- ذاكرة الجنون والانتحار (رواية)، منشورات لافوميك، الجزائر، 1986
- الإسلاميون بين السلطة والرصاص، دار الحكمة، الجزائر1991
- سنوات الشاذلي بن جديد، 2014
- قابيل وقابيل (مسرحية)، 1998
- هوس (رواية)، منشورات شهاب، الجزائر، 2007
- متاهات ليل الفتنة (رواية)، منشورات برزخ، الجزائر 2010، ISBN 9961892097
- ملائكة وشياطين (رواية مسلسلة)، نشرت على حلقات في جريدة الجزائر نيوز، وبالفرنسية في ألجيري نيوز، 2008[16]
- نبي العصيان ـ 10 سنوات برفقة كاتب ياسين، سقراط، الجزائر، 2011
- قرين 1962 (مسرحية)، 2012
- رسائل إلى أميرة -وقائع سيرة متشظية، منشورات الحياة، الجزائر، 2017